# 維拉科柳山 (科塔利亞尼)
18°10′53″S 68°25′4″W / 18.18139°S 68.41778°W
維拉科柳山（Wila Qullu），是玻利維亞的山峰，位於該國奧魯羅省的薩亞馬省，處於科塔利亞尼山東北面，屬於安第斯山脈中玻利維亞西部山脈的一部分，海拔高度4,700米。